# Саккал, Фатхалла
Фатхалла Саккал (араб. فتح الله الصقال‎, англ. Fathallah Saqqal; 1893, Алеппо, Сирия — 1970, Сирия) — один из самых известных юристов Сирии.

## Биография
Родился в Алеппо в 1893 году в армянской семье.
Учился во французской юридической школе в Египете. Затем поступил в колледж Экса во Франции и получил учёную степень с отличием.
Потом вернулся в Египет и занимался юридической практикой в смешанных судах.  В течение трёх лет Фатхалла редактировал судебный раздел арабской ежедневной газеты «Аль-Ахрам» и газеты «Аль-Борса Агбесиан», которая выходила на французском языке.
Фатхалла свободно владел арабским, французским, английским и итальянским языками. Он основал ассоциацию "Калима" и построил больницу "Калима". Выпустил журнал "Аз-Захра".
Впоследствии Фатхалла был назначен министром экономики и министром общественных работ и транспорта.
Внёс большой вклад в доведение вод Евфрата до города Аш-Шахба в Алеппо.
Муниципалитет Алеппо назвал улицу в его честь.
Умер в 1970 году от гемиплегии, похоронен с торжественной процессией.